# Дойкинци
Дойкинци (на сръбски: Дојкинци) е село в община Пирот, Пиротски окръг, Сърбия. През 2011 г. населението му е 273 души, докато през 1991 е било 400 души.

## География
Дойкинци е купно село, разположено във Висока, на 37 километра от Пирот, в южните склонове на Стара планина, в долината на Дойкиначка река.
Северозападната граница на землището на селото съвпада със сръбско-българската граница по билото на Стара планина. То обхваща над 76 квадратни километра (76 016 260 м²) и граничи с това на селата Топли дол, Гостуша, Бела, Паклещица, Бърлог и Йеловица.

## История
В съкратен регистър на Пиротския кадилък от 1530 година Дойкинче е отбелязано като село с 37 домакинства, двама неженени жители и две вдовици.
В регистър на войнушките бащини от 1606 година се споменават шест бащини в Дойкиниче, каза Шехир кьой – на Стоян Пенин, на Йото, син на Лалин, на Димитри Бойчин и на Петко, син на Милен. Две от бащините са празни.
Според местни предания мястото на селото е променяно няколко пъти.
Смята се, че първото училище в Дойкинци е отворено през 1841 година, а първият учител е от Чипровци и работи в селото до 1850 година.
През 1864 година на път за вътрешността на България и при оттгелянето си край селото преминава четета на Панайот Хитов, която води сражение с турска потеря.
Селото е споменато в текста на чл. 2 и чл. 36 на Берлинския договор от 1878 година, съгласно който е включено в пределите на Сърбия. Според сръбския автор Мита Ракич през 1879 година Дойкинце има 76 къщи и 702 жители (363 мъже и 349 жени). Шестима мъже са грамотни. През 1883-1896 година дойкинчани имат спор за планински пасища с жителите на Гостуша, който в крайна сметка печелят.
През 1915-1918 и 1941-1944 година е в границите на военновременна България. През 1916 година, по време на българското управление на Моравско, Дойкинци е център на община в Пиротска селска околия и има 889 жители.

## Население
- 1948 – 1005 жители.
- 1953 – 973 жители.
- 1961 – 982 жители.
- 1971 – 864 жители.
- 1981 – 587 жители.
- 1991 – 400 жители.
- 2002 – 273 жители.

Според преброяването от 2002 година жителите на селото са сърби.

## Културни и природни забележителности
- Църква „Свети Никола“, разположена на левия бряг на Дойкиначка река, на около 1000 метра под селото. Запазени са части от ранен слой стенописи. Някои автори приемат, че новите стенописи са от 1897 г. и са дело на Аврам Янков от Дебърско.[11] Според други стенописите са от 1847 година и са дело на зографа Яначко Станимиров от Брезе. Изографисани са наосът и източната част на притвора, при свещеник Йоан от Росомач.[12]
- Водопадът Тупавица е туристически обект, който се намира на 5,4 км. от Дойкинци, на 1050 м надморска височина.

## Личности
Родени в Дойкинци
- Йован А. Илич (1884-1975), сръбски епископ
- Йордан П. Илич (1883-1950), сръбски богослов
- Джунов, Иван Алексов, български войник, ефрейтор, Допълващ македонски полк, 11-а рота, за отлична служба награден през 1918. със знака на военния орден „За храброст“, IV ст.[13]
- Сава, четник на Панайот Хитов от 1864 година[6]

Починали в Дойкинци
- Никола от Велес, четник на Панайот Хитов от 1864 година, тежко ранен и починал в планината над селото.[6]